# Maurice Sachs
Maurice Sachs, pseudônimo de Maurice Ettinghausen (Paris, 16 de setembro de 1906 – 14 de abril de 1945) foi um escritor francês.

## Biografia
Sachs era filho de uma família judia de joalheiros. Ele foi educado em um colégio interno de estilo inglês, viveu por um ano em Londres, trabalhou em uma livraria e voltou para Paris.
Em 1925, ele se converteu ao catolicismo e decidiu se tornar padre, embora isso não tenha durado ao conhecer um jovem na praia de Juan-les-Pins.
Depois de se envolver em uma série de atividades comerciais duvidosas, ele viajou para a cidade de Nova York, onde se passou por um negociante de arte. Retornando a Paris, ele se associou aos principais escritores homossexuais da época - Cocteau, Gide e Max Jacob - com todos os quais ele teve relacionamentos tempestuosos cuja natureza exata não é clara. Em várias ocasiões, ele trabalhou para Jean Cocteau e Coco Chanel, em ambos os casos roubando-os.
Ele se associou a Violette Leduc, que descreve sua amizade com ele em sua autobiografia, La Bâtarde. Ela descreve a escrita e sua leitura da primeira versão de Le Sabbat em La Batarde (páginas 380-400) e como ela tentou fazer com que ele, sem sucesso, removesse referências ásperas a Jean Cocteau.
Sachs foi mobilizado no início da Segunda Guerra Mundial, mas foi dispensado por homossexualidade. Durante os primeiros anos da ocupação, ele ganhou dinheiro ajudando famílias judias a fugir para a Zona Desocupada. Ele também pode ter sido um informante da Gestapo. Mais tarde, ele foi preso em Fuhlsbüttel.

## Morte
Em 1945, antes do avanço das tropas britânicas, a prisão de Fuhlsbüttel foi evacuada e seus internos transferidos para a cidade de Kiel. A evacuação consistiu em uma longa marcha que levou muitos dias para ser concluída. No terceiro dia de viagem, 14 de abril de 1945, às 11 horas da manhã, Sachs estava exausto demais para continuar a marcha. Ele foi morto por uma bala no pescoço, e seu corpo foi abandonado na beira da estrada com o corpo de outro "companheiro do mesmo infortúnio". Disse Emmanuel Pollaud-Dulian sobre Sachs: "Ele não mostra muita compaixão pelo povo judeu e deplora sua renúncia, que parece ser a característica dominante de seu caráter. No campo, ao passar por um rebanho de ovelhas, ele suspira com tristeza dizendo, 'os judeus...' O drama que ele representa não lhe escapa. Mas, preso em seu estado de amoralidade, Sachs não acredita na existência de vítimas inocentes".

## Obras
- Alias, 1935. ISBN B0000DQN60.
- Au Temps du Boeuf sur le Toit, 1939 (ilustrado por Jean Hugo) and 2005. ISBN 2-246-38822-8.
- André Gide, 1936. ISBN B0000DQN0W.
- Le Sabbat. Souvenirs d'une jeunesse orageuse, Éditions Corrêa, Paris 1946 (ISBN 2070287246).
- Chronique joyeuse et scandaleuse (Joyous and Scandalous Chronicle), Corrêa, 1950. ISBN B0000DS4FF.
- Correspondence, 1925-1939, Gallimard, Paris 2003 ISBN 2-07-073354-8.
- Histoire de John Cooper d'Albany (The Story of John Cooper of Albany), Gallimard, Paris 1955. ISBN B0000DNJVG.
- La décade de l'illusion (The Decade of Illusion), Gallimard, Paris 1950. ISBN B0000DL12G.
- Le Sabbat. Souvenirs d'une jeunesse orageuse (The Sabbath. Memories of a Stormy Youth), Paris 1946. ISBN 2-07-028724-6.
- La chasse à courre (The Hunt), Gallimard, Paris 1997 ISBN 2-07-040278-9.
- Tableaux des moeurs de ce temps (Table of Manners of This Time), Gallimard, Paris 1954. ISBN B0000DL12I.